# TV Brettorf
Der Turnverein Brettorf ist ein Sportverein aus Brettorf im Landkreis Oldenburg. Der Verein wurde 1913 gegründet und hat mittlerweile über 700 Mitglieder. Der TVB ist bundesweit durch seine faustballerischen Aktivitäten und Erfolge bekannt.

## Sportarten
| - Faustball - Gymnastik - Laufen - Bodystyle - Yoga - Prellball |

Rund 150 der Mitglieder spielen aktiv Faustball. Neben dem Faustballsport gibt es beim TV Brettorf aber auch etwa 80 Frauen, die sich auf drei Gymnastikgruppen verteilen. Außerdem hat der Verein drei Kinderturngruppen. Seit Jahrzehnten aktiv sind außerdem die Prellballer in einer eigenen Abteilung. Einige Mitglieder betreiben Leichtathletik (Laufen).

## Faustball
Im Mittelpunkt des Vereinslebens steht der Faustballsport. Faustball wurde in Brettorf schon in den 1920er Jahren gespielt, doch erst mit dem Neuaufbau der Abteilung Anfang der 1970er Jahre wurde der Grundstein für die späteren Erfolge gelegt. Ende der Siebziger gab es die ersten Titelgewinne auf Landesebene und Teilnahmen an deutschen Meisterschaften, und schon wenige Jahre später gewann der TVB im Schülerbereich die ersten DM-Titel. Bis heute hat der Verein 26 deutsche Meisterschaften gewonnen – 22 davon auf Nachwuchsebene. In der Männer-Bundesliga (Halle) war der Verein Mitte der 1980er-Jahre erstmals vertreten, doch nach dem Abstieg 1986 dauerte es fast zehn Jahre, bis eine neue Bundesligareife Mannschaft aufgebaut war. Diese hat sich in der bundesdeutschen Spitze etabliert und wurde 2003 (Halle) und 2004 (Feld) Deutscher Meister im Männerbereich. Die Frauen spielten in den 1990er-Jahren mehrfach in der Bundesliga, stiegen aber ebenso oft wieder ab. Derzeit hat die junge Mannschaft sich wieder in der 1. Bundesliga gearbeitet. Hier konnte in der Feldsaison 2016 sogar das erste Mal in der Vereinsgeschichte der Klassenerhalt gefeiert werden.
Hinter den Top-Teams gibt es noch weitere acht Männer- und fünf Frauenmannschaften. Zusammen mit den Jugend- und Seniorenteams, die nicht in einer Liga, sondern im Meisterschafts-Modus spielen, bringt es der TV Brettorf Saison für Saison auf über 30 Mannschaften und dürfte damit gewiss zu den größten Faustballvereinen Deutschlands zählen.
Zurzeit gibt es auch einen Nationalspieler in den Reihen der Brettorfer Herren. Christian Kläner erreichte mit der deutschen Faustballnationalmannschaft bei den Weltmeisterschaften im eigenen Land Platz 3. Bei den Weltmeisterschaften 2011 in Österreich gewann er gegen den Gastgeber im Finale in 4:2 und wurde Weltmeister.
Neben den zahlreichen DM-Teilnahmen haben die Brettorfer auch die deutsche Meisterschaft der Herren und Damen 2004 auf dem Feld ausgerichtet und im September 2010 die deutsche Meisterschaft der weiblichen und männlichen U14.

### 1. Herren
Das Aushängeschild der Brettorfer Faustballabteilung ist die erste Herrenmannschaft. Seit Jahren 1984 spielt der TVB mit nur kurzen Ausnahmen fast ununterbrochen in der 1. Faustball-Bundesliga. 20 Mal gelang es dem Team dabei, sich für eine deutsche Meisterschaft zu qualifizieren.

#### Kader
| Nr.            | Name           | im Verein seit | letzter Verein | Nationalteams        |         |         |         |
| Angriff        | Angriff        | Angriff        | Angriff        | Angriff              | Angriff | Angriff | Angriff |
| -------------- | -------------- | -------------- | -------------- | -------------------- | ------- | ------- | ------- |
| 5              | Tobias Kläner  | 1990           |                | 3 × A, 11 × B, 7 × C |         |         |         |
| 2              | Hauke Rykena   |                | Ahlhorner SV   | 1 × C                |         |         |         |
| 10             | Malte Hollmann |                |                | 4 × B                |         |         |         |
| Abwehr/Zuspiel |                |                |                |                      |         |         |         |
| 1              | Timo Kläner    | 1993           |                |                      |         |         |         |
| 3              | Tom Hartung    |                |                |                      |         |         |         |
| 4              | Christian Abel |                |                |                      |         |         |         |
| 6              | Hauke Spille   | 1999           |                | 7 × C                |         |         |         |
| 7              | Tim Lemke      | 2000           |                | 1 × A, 8 × B, 17 × C |         |         |         |

### Erfolge
- Achtmaliger Teilnehmer am Endspiel zur deutschen Faustballmeisterschaft der Herren in der Halle
- Mehrfacher deutscher Meister im Jugendbereich